# Elektrooptisk längdmätning

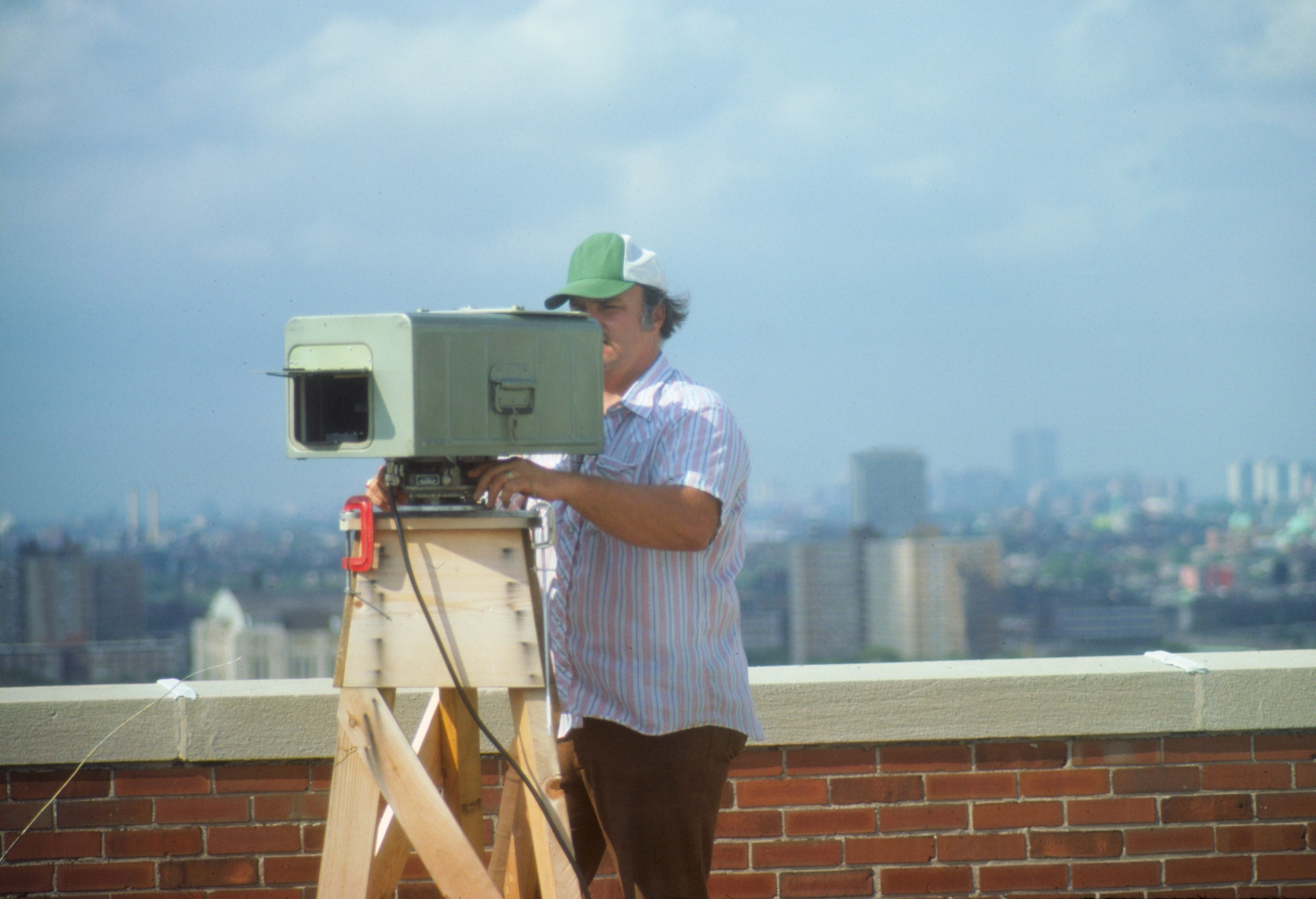
En Geodimeter 8 under användning.

Elektrooptisk längdmätning även kallat Electronic Distance Meter (förkortat EDM). Avståndsmätning med ljus där fasskillnaden mellan utskickat och reflekterat ljus mäts. Ofta används ett spegelprisma som reflektor.